# 朝鮮社會主義女性同盟
朝鮮社會主義女性同盟（朝鲜语：／）是一個在1945年11月18日成立的民間團體，其宗旨為以社會主義的經濟建設來提高女性地位。機關刊《朝鮮女性》雜誌。原名朝鮮民主女性同盟。
該組織在成立之初委員長為金日成之妻、金正日之母金正淑，後為朴正愛。